# Шлюбний договір
Шлю́бний договір — угода між особами, які подали заяву про реєстрацію шлюбу, а також подружжям.
Шлюбний договір укладається за бажанням сторін як до реєстрації шлюбу та і в будь-який час після його реєстрації подружжям. На укладення шлюбного договору до реєстрації шлюбу, якщо його стороною є неповнолітня особа, потрібна письмова згода її батьків або піклувальника, засвідчена нотаріусом. Шлюбний договір може включати низку різних питань, але в основному передбачає визначення майнових прав подружжя в разі розірвання шлюбу. Шлюбний договір не може регулювати особисті (немайнові) відносини подружжя, а також особисті (немайнові) відносини між ними та дітьми.
У шлюбному договорі передбачаються майнові права та обов'язки подружжя, зокрема питання, пов'язані з правом власності на рухоме та нерухоме майно, яке придбано до шлюбу, так і під час шлюбу, на майно, отримане в дар чи успадковане одним із подружжя, питання, що пов'язані із утриманням подружжя, а також майнові права та обов'язки подружжя як батьків та інші.
Подружжя окремо визначає правовий режим подружнього майна — яке майно придбане в шлюбі буде спільним, а яке роздільним.
У шлюбному договорі можуть вирішуватись питання про порядок погашення боргів за рахунок спільного чи роздільного майна. Подружжя може також передбачити в контракті питання стягнення аліментів, чи відмови від аліментів.

## Інститут шлюбного договору
Цивілістична суть сімейних відносин зумовила розширення можливості їхнього регулювання безпосередньо самими учасниками - Сімейний кодекс акцентує увагу саме на договірному регулюванні таких правовідносин. Частиною другою статті 7 Кодексу визначено, що сімейні відносини можуть бути врегульовані за домовленістю (договором) між їх учасниками. Таке договірне регулювання стосується насамперед шлюбного контракту, який з першого січня 2004 року називається "шлюбним договором".
Інститут шлюбного договору, який вже дуже давно існував і успішно застосовувався в країнах західної Європи та США, з’явився в нашому законодавстві більш ніж 10 років тому, коли 23 червня 1992 року Верховна Рада України прийняла Закон «Про внесення змін і доповнень до Кодексу про шлюб і сім’ю України», згідно з яким Кодекс було доповнено статтею 27’, яка передбачила можливість укладання шлюбного контракту між особами, які вступають у шлюб.
Сімейний кодекс України, що набрав чинності з 1 січня 2004 року, питанню шлюбного договору приділяє значно більше уваги, ніж Кодекс про шлюб та сім’ю України, в якому питанню шлюбного контракту було присвячено лише одну статтю. Порядок укладання шлюбних контрактів був затверджений постановою Кабінету Міністрів України від 16 червня 1993 р. №457, яка зі вступом в дію Сімейного кодексу втратила чинність. Новий Кодекс присвятив питанню порядку укладення, змісту та форми договору цілу главу, яка визначає окремий порядок визначення у шлюбному договорі правового режиму майна подружжя, користування житлом, а також права на утримання.

## Майнові права і обов'язки
Шлюбним договором регулюються тільки майнові відносини (права та обов'язки) між подружжям, або між тими, хто вже давно перебуває у шлюбі, визначаються їхні майнові права та обов'язки, а також майнові обов'язки подружжя як батьків.
Крім того, частиною п’ятою статті 93 цього Кодексу визначено, що за шлюбним договором не може передаватися у власність одному з подружжя нерухоме майно та інше майно, право на яке підлягає державній реєстрації. Якщо, наприклад, чоловік бажає подарувати дружині жилий будинок, це має бути оформлене договором дарування і не може бути однією з умов шлюбного договору.
Оскільки шлюбний договір є актом вільного волевиявлення, сторони можуть включити до нього інші умови майнового характеру, які не суперечать загальним засадам регулювання сімейних відносин, що визначені у ст. 7 СК.
Найважливішою особливістю шлюбного договору є те, що ним майнові права й обов’язки подружжя може бути визначено інакше, ніж це передбачено загальними правилами сімейного законодавства. Зокрема:
- може бути встановлено, що певне майно, яке належало одному з подружжя до шлюбу або буде одержано під час шлюбу в дар, стає їхньою спільною сумісною власністю;
- може бути визначено на розсуд подружжя розмір часток у праві власності на майно, що буде нажите в період шлюбу;
- може бути передбачено умови поділу спільного майна в разі розірвання шлюбу, а також порядок погашення боргів кожного з подружжя за рахунок спільного чи роздільного майна.

Шлюбний договір може містити також положення про непоширення на майно, набуте ними за час шлюбу, положень про спільну сумісну власність і вважати це майно спільною частковою власністю або особистою приватною власністю кожного з них.
У шлюбному договорі сторони можуть передбачити використання належного їм обом або одному з них майна для забезпечення потреб їхніх дітей, а також інших осіб. Наприклад, можна включити до договору положення про те, що подружжя зобов’язується утримувати непрацездатних батьків, когось з них, або дітей, народжених не в спільному шлюбі, надавати цим особам грошову допомогу або/та надати їм можливість проживати разом з подружжям, виділивши окрему кімнату в будинку чи квартирі тощо.
Незважаючи на певні психологічні, емоційні застереження, шлюбний договір виконує важливу виховну, дисциплінуючу функцію, а тому розширення практики його укладення заслуговує на підтримку.
Якщо, наприклад, у договорі зазначено, що у разі зловживання алкоголем чи небажання брати участь у веденні домашнього господарства чоловік буде позбавлений права на проживання в помешканні дружини, така неприємна перспектива стимулюватиме його до належної поведінки в сім'ї.
Чоловік може у шлюбному договорі зобов’язати дружину ощадливо ставитись до сімейного бюджету, здійснювати облік проведених витрат на певну суму та інформувати його про ці витрати. Дружина може зобов’язати чоловіка забезпечити проживання своєї сім’ї в окремій квартирі чи будинку, окремо від його батьків.
Проте на практиці шлюбний договір в першу чергу застосовується не для регулювання спільного проживання і користування майном, а на випадок розриву шлюбних відносин. Тому, безперечно, у шлюбному договорі можна визначити можливий порядок поділу майна, у тому числі і після розірвання шлюбу. У цьому разі у випадку розлучення можна уникнути довготривалих судових процесів поділу майна, маючи більше шансів зберегти добрі відносини після розлучення.

## Порядок користування житлом
У шлюбному договорі можна визначити порядок користування житлом. Статтею 59 Сімейного кодексу визначено, що той із подружжя, хто є власником майна, визначає режим володіння та користування ним з урахуванням інтересів сім’ї, насамперед дітей. При розпорядженні своїм майном дружина, чоловік зобов’язані враховувати інтереси дитини, інших членів сім’ї, які відповідно до закону мають право користування ним.
В той же час відповідно до частини четвертої статті 156 Житлового кодексу УРСР припинення сімейних відносин з власником будинку (квартири) не позбавляє його дружину права користування займаним приміщенням. У разі відсутності угоди між власником будинку (квартири) і колишнім членом його сім’ї про безоплатне користування жилим приміщенням до цих відносин застосовуються правила, встановлені статтею 162 цього Кодексу, якою визначено, що плата за користування жилим приміщенням в будинку (квартирі), що належить громадянинові на праві приватної власності, встановлюється угодою сторін. Плата за комунальні послуги береться, крім квартирної плати за затвердженими в установленому порядку тарифами.
А укладаючи шлюбний договір, сторони можуть включити до нього: положення про порядок користування житлом, яке належить одному з подружжя на праві приватної власності; про звільнення після розлучення житлового приміщення тим з подружжя, хто вселився у нього у зв’язку з реєстрацією шлюбу; про проживання в житловому приміщенні родичів когось з подружжя тощо.

## Права дітей
Шлюбний договір може надавати відповідні майнові права не лише дружині чи чоловікові, а й їхнім дітям та ін. родичам. Тобто шлюбний договір може мати елементи договору на користь третьої особи.
Згідно з частиною третьою статті 93 Кодексу шлюбний договір не може регулювати особисті відносини подружжя, а також особисті відносини між ними та дітьми. Отже, подружжя не зможе, як раніше, передбачити якісь обов’язки особистого характеру по відношенню один до одного, а також особисті немайнові відносини між ними та дітьми.
У шлюбний договір не можуть бути включені умови, які суперечать правам дитини. Може бути визначене передання дитині у користування житлового приміщення, ін. майна, та розмір і порядок стягнення аліментів.
У шлюбному договорі той, з ким проживає дитина, не може відмовитися від права на примусове стягнення аліментів на неї.

## Право на утримання
У шлюбному договорі особи на власний розсуд можуть визначити право на утримання незалежно від непрацездатності та потреби у матеріальній допомозі, умови, розмір та строки, у які будуть здійснюватись такі виплати. При цьому у разі невиконання одним із подружжя свого обов’язку за договором аліменти можуть стягуватися на підставі виконавчого напису нотаріуса. Шлюбним договором може бути встановлена й можливість припинення права на утримання одного з подружжя у зв’язку з одержанням ним майнової (грошової) компенсації.

## Погіршення становища
У ч. 4 ст. 93 СК заборонені лише такі умови шлюбного договору, які ставили б одного з подружжя у надзвичайно невигідне матеріальне становище. Отже, умови цього договору можуть погіршити становище одного з подружжя, порівняно з тим, що є у законі, але тільки до певної межі.
Однак ті умови шлюбного контракту, які всупереч волі будь-кого з подружжя погіршують його становище порівняно із законодавством України (мають дискримінаційний характер, позбавляють права на частку в нажитому майні тощо), не можуть бути визнані дійсними, так само як і шлюбний контракт, укладений без додержання порядку, встановленого законодавством України.

## Вікові обмеження
Існують деякі особливості укладення шлюбного договору, суб’єктом якого є неповнолітня особа. Для його укладення потрібна письмова згода батьків або піклувальника неповнолітнього, посвідчена нотаріусом (ч. 2 ст. 92 СК).
Щодо віку, з якого особи мають право самостійно укладати шлюбний договір, то він збігається зі шлюбним віком, що встановлений і для жінок, і для чоловіків - у вісімнадцять років. У разі зниження шлюбного віку (на підставі частини другої статті 23 Сімейного кодексу) до реєстрації шлюбу відповідно до чинного законодавства шлюбний договір укладається неповнолітніми за письмовою згодою їх батьків або піклувальника, справжність підпису яких засвідчується нотаріусом.
У разі укладення шлюбного договору особами, які вже перебувають у шлюбі, вік не має значення, оскільки відповідно до частини другої статті 34 Цивільного кодексу України у разі реєстрації шлюбу фізичної особи, яка не досягла повноліття, вона набуває повної цивільної дієздатності з моменту реєстрації шлюбу.

## Порядок оформлення
Укладення шлюбного договору - не обов’язок, а взаємне рішення осіб вирішити питання життя сім’ї на власний розсуд.
Одним із нових положень Сімейного кодексу України є те, що шлюбний договір може бути укладено не тільки до одруження, а й під час шлюбу. Кодекс про шлюб та сім’ю України давав право на укладення шлюбного контракту лише особам, що ще неодружені.
Перед укладанням шлюбного договору нотаріус, до якого звернулася молода пара, повинен роз’яснити сторонам основні положення шлюбного договору, права та обов’язки сторін. Статтею 94 Сімейного кодексу України передбачено, що шлюбний договір укладається у письмовій формі і нотаріально посвідчується. При цьому посвідчити шлюбний договір може як державний, так і приватний нотаріус.
Шлюбний договір складається в трьох примірниках, один з яких зберігається в справах нотаріальної контори, а два інші видаються кожному з подружжя.
Щодо набрання чинності договором, то статтею 95 Сімейного кодексу України визначено, що в тому разі, якщо шлюбний договір укладено до реєстрації шлюбу, він набирає чинності у день реєстрації шлюбу. Якщо ж шлюбний договір укладено подружжям, то він набирає чинності у день його нотаріального посвідчення, про що має бути зазначено в тексті договору.
Ст. 94 СК не визначає наслідків недотримання вимоги про нотаріальне посвідчення договору. У цій ситуації підлягатиме субсидіарному застосуванню ст. 220 Цивільного кодексу України. Положення шлюбного контракту не можуть стосуватися вирішення питань немайнового (особистого) характеру.

## Строк дії, внесення змін, припинення
У шлюбному договорі може бути встановлено загальний строк його дії, строки тривалості окремих прав та обов’язків. Може бути встановлена чинність договору або окремих його умов і після припинення шлюбу.
Законодавець встановив можливість внесення змін до шлюбного договору. При чому, одностороння зміна умов шлюбного договору не допускається. Шлюбний договір може бути змінено подружжям. Договір про зміну шлюбного договору також нотаріально посвідчується.
Разом з тим, на вимогу одного з подружжя шлюбний договір за рішенням суду може бути змінений, якщо цього вимагають його інтереси, інтереси дітей, а також непрацездатних повнолітніх дочки, сина, що мають істотне значення. Також , відповідно до статті 102 Сімейного кодексу на вимогу одного з подружжя шлюбний договір може бути розірваний за рішенням суду з підстав, що мають істотне значення, зокрема в разі неможливості його виконання. На вимогу будь-кого з подружжя, або іншої особи, права та інтереси якої цим договором порушені, шлюбний договір може бути визнаний недійсним за рішенням суду з підстав, встановлених Цивільним кодексом України.
Подружжя має право відмовитися від шлюбного договору. У такому разі права та обов’язки, встановлені шлюбним договором, припиняються в день подання до нотаріуса заяви про відмову від нього.